# Бикзян
Бикзян (баш. Бикйән) —           деревня в Бураевском районе Республики Башкортостан Российской Федерации. Входит в состав Бураевского сельсовета.

## География

### Географическое положение
Расстояние до:
- районного центра (Бураево): 3 км,
- центра сельсовета (Бураево): 3 км,
- ближайшей ж/д станции (Янаул): 70 км.

## Население
| 2002 | 2009 | 2010 |
| ---- | ---- | ---- |
| 228  | ↘206 | ↘183 |

Согласно переписи 2002 года, преобладающая национальность — удмурты (71 %).